# Virtuózok
A Virtuózok a Magyar Televízió komolyzenei tehetségkutató versenysorozata. Készítői azokat a fiatalokat (köztük egészen kicsi gyerekeket) kutatják fel, akik kiválóan játszanak a hangszerek valamelyikén, vagy klasszikus énekben nyújtanak kiemelkedő teljesítményt. A versenyzők komolyzenei műveket adnak elő – időnként átdolgozva, de nemcsak klasszikus zenei darabok, hanem a szimfonikus zenekarra írott filmzene és a crossover műfaja is megjelenik a műsorban. Teljesítményüket szakmai zsűri értékeli. A produkció célja a tehetségkutatás mellett az, hogy minél szélesebb körben ismertesse és szerettesse meg a klasszikus zenét a nézőkkel.
A műsor 2014-ben indult, azóta nagyjából minden évben megrendezik: egy évad több héten keresztül tart, heti egy adásban. Az első négy év során egyéni versenyzők indultak különböző korcsoportokban, később volt évad, amikor fiatalokból álló kamarazenekarok versenyeztek, 2020-ban pedig a Virtuózok a nemzetközi színtérre is kilépett azzal, hogy a Virtuózok V4+ című sorozatban magyarok mellett már a másik három visegrádi ország és Szerbia versenyzői is szerepeltek.

## A műsor háttere
Peller Mariann, a köztévé klasszikus zenei tehetségkutatójának ötletgazdája Vadász Dániellel indította el a vetélkedősorozatot. A Virtuózok küldetése, hogy közelebb hozza a klasszikus zenét az emberekhez és hogy – bemutatva a hatéves kortól induló versenyzőket – egyre több szülőt ösztönözzenek gyermekeik zenetaníttatására. A műsor készítői fontosnak tartják azt is, hogy a versenyzők életét a show-biznisz ne tudja veszélyeztetni, se tanulmányaikat, se a koruknak megfelelő életmódjukat, ugyanakkor olyan lehetőségekhez jussanak, amelyekben tehetségük, szorgalmuk, tudásuk ideális módon ki tud bontakozni. Ezért 2014 decemberében Peller Mariann, Miklósa Erika és Batta András megalapította a Kis Virtuózok Alapítványt is, amelynek kuratóriumi elnöke dr. Batta zenetörténész. Az Alapítvány segítséget nyújt a muzsikusok oktatása, koncertjeik szervezése terén, valamint ösztöndíjakkal, hangszervásárlásokkal támogatják az ifjú tehetségeket.
A nagyon fiatal zenészek az oktatási rendszerbe integrálva szerepelnek, hiszen a zenei képzés is ettől a kortól kezdődik, így a pedagógia fontos szerepet tölt be a műsorszerkesztésben. Az első epizódban a több mint 2000 jelentkező közül 27 zeneiskolai tanár választotta ki azt a 75 résztvevőt, akik a műsorban szerepeltek.
További különbség más tehetségkutatókhoz képest, hogy a versenyzők saját repertoárral lépnek fel, produkcióikban hónapok, évek munkája fekszik, s nem hétről hétre kell újabb és újabb darabot megtanulniuk. Hasonló műsor a világon csupán a német köztévén látható, amely egy 1952 óta évente más-más kategóriákkal megrendezett klasszikus zenei verseny, ez azonban nem a tehetségkutatók megszokott hagyományai szerint működik, illetve a Plácido Domingo nevével fémjelzett Operalia nemzetközi operaénekes megmérettetése a 18–30 évesek részére, ám ennek csak a fináléját közvetítik.
A műsorhoz a magyar Konstruktor Online nevű cég által fejlesztett okostelefon-alkalmazás is társul. Az iOS és Android rendszereken futó applikáció segítségével különböző szavazásokon vehetnek részt, információkhoz juthatnak a nézők és a középdöntőktől élőben követhetik a verseny részleteit.
A Virtuózok fővédnöke 2014-ben Ioan Holender, a Bécsi Operaház eddig leghosszabb ideig regnáló igazgatója volt, 2016-ban és 2017-ben a további[forrás?] szériák fővédnökségét Herczegh Anita, Áder János köztársasági elnök felesége vállalta el.
2016-ban a magyar licenctulajdonos, Peller Mariann (Classic Talents Hungary) a Virtuózok nemzetközi forgalmazási jogaira együttműködési szerződést kötött az amerikai Dick Clark Production médiacéggel. [forrás?]
2018. május 11-én New Yorkban jelentették be a hírt, hogy a Virtuózok tehetségkutató licencjogait megszerezte a Fulwell 73, hogy elkészítse a műsor nemzetközi verzióját, elsőként az Egyesült Királyságban és az Amerikai Egyesült Államokban. Plácido Domingo világhírű spanyol tenor is az angliai székhelyű Virtuosos Holding Ltd. részvénytulajdonosává vált, amely a Virtuózok televíziós formátum nemzetközi jogainak tulajdonosa.
A Vitruosos Holding Ltd. befektetői közé csatlakozott még Linda Mei He, a Wailian Education Group alapítója és tulajdonosa, aki a fiatalok tehetséggondozását és képzését tűzte ki céljául, valamint Roy Fu, a Deer Capital Management Co. Ltd. tulajdonosa.
2018. október 18-tól Bárdossy Mária venezuelai magyar mecénás, Miklósa Erika operaénekes és Batta András zenetudós, a műsor zsűritagjai, Peter Draper nemzetközi sztármenedzser és Szabó Stein Imre médiaspecialista erősíti részvényesként is a Virtuózok nemzetközi cégét, a Virtuosos Holding Ltd-t.

## Évadok

### 1–4. évad
A műsor 2014-es, első évadát az M1-en, a 2016-os, másodikat és a 2017-es, harmadikat a Dunán követhették a nézők. 2018-as, negyedik évadot már az M5-ön és a Dunán párhuzamosan közvetítették.
A jelentkezés online felületen történik egy adatlap kitöltésével és egy feltöltött videóval a jelentkező által előadott zeneműről – amit ezzel egyben a műsor rendelkezésére bocsát. A jelentkezők az előválogató után három korcsoportban indulhatnak 6-tól 28 éves korig: „kicsik”, „tinik” és „nagyok”. A jelentkezési határidő után előzetes egyéni meghallgatásokon vesznek részt, amelyet egy televíziós műsorkészítőkből és klasszikus zenei végzettséggel rendelkező szakemberekből álló zsűri végez. Már az első két évadban is számos külföldön élő magyar is jelentkezett és jutott be a produkcióba, többek között Erdélyből, a Felvidékről, Hollandiából és Olaszországból. Azok, akik szakmai tudásuk alapján továbbjutnak, már a televíziós adás részét képezve versenyeznek egymással immár a televízióstúdióban a műsor öt neves zeneértő zsűritagja előtt. Egy évad összesen 8 epizódból áll: a három-három elő- és középdöntő felvételről, míg a korcsoport-döntő és a finálé élő közvetítéssel kerül adásba.
Az első három, úgynevezett elődöntő vagy casting-adásokban korcsoportonként hallgatják meg a fiatalokat. Közvetítésre csak néhány zenemű kerül az ekkor még összesen háromszor 18 versenyző egyedi produkcióiból. A szakmai zsűri döntése alapján minden korcsoportból 9-9 zenész jut tovább a középdöntőbe úgy, hogy minden zsűritagnak van egy-egy hegedű formájú Virtuózok-szobra, amelyet a versenynap végén közvetlenül a színpadon annak a versenyzőnek nyújthatnak át, aki előadásával a legjobban lenyűgözi őket, majd a maradék helyekről közösen döntenek.
A középdöntőkben a korcsoportok újra külön-külön napokon versenyeznek. Ekkor egy-egy újabb egyéni, de már kamarazenekari kísérettel eljátszott klasszikus zenei darab mellett, korcsoportonként egy sztárvendéggel együtt, a fiatalok egy közös produkciót is előadnak. 3-3 versenyző jut tovább a zsűri közös döntése alapján.
A korcsoportdöntőben a versenyzők már egy közös, élő adásban láthatók. A kilenc fiatal szimfonikus zenekarral játszhat együtt egy-egy zeneművet. A műsort további neves előadók is színesítik. Továbbra is az öttagú zsűri választja ki az adott korcsoportok egy-egy győztesét.
A fináléban a három korcsoportgyőztes küzd meg egymással egy klasszikus darabbal és egy crossover stílusú előadással. Itt azonban a végső győztesről már kizárólag a nézők döntenek SMS, illetve mobil applikációs szavazással, így születik meg a műsor abszolút fődíjasa.
A három korcsoportgyőztes értékes nyereményeket, egy-egy saját lemezfelvételt, valamint a nemzetközi bemutatkozás lehetőségét nyeri egy-egy rangos hangversenyteremben, mint az Avery Fisher Hall vagy a Carnegie Hall New Yorkban, a Roy Thomson Hall Torontóban, a Kravis Center Miamiban, vagy épp Connaught Hall Londonban, a Digital Concert Hall Berlinben. A fődíjas nyereménye (korcsoport-jutalomként járó lemezszerződésen és amerikai koncerten túl) egy éven át havi egymillió forint, amit zenei tanulmányira fordíthat.
A fiatalok a műsor által együtt zenélhettek többek között a Magyar Virtuózok Kamarazenekarral, az MR Szimfonikusokkal Kovács János vezényletével. A műsor vendége volt a The Piano Guys nevű amerikai formáció is, amely két különleges slágerfeldolgozást adott elő, Thomas Hampson, Alexander Markov, Baráti Kristóf, Várdai István, 2Cellos és az Amadinda Ütőegyüttes.
A műsor kimagasló teljesítménye, hogy komolyzenei produkcióként a teljes széria adásaiba, a Duna Worldön sugárzott ismétléseket nem számítva, összesen 3,1 millióan néztek bele rövidebb-hosszabb időre.
A műsor döntőjének három korcsoportnyertese: a kicsiknél Boros Misi zongorista, a tiniknél Lugosi Dániel Ali klarinétos, a nagyoknál pedig Gyöngyösi Ivett zongorista volt. Ők elkészíthették saját lemezfelvételüket és a New York-i Avery Fisher Hall rendezvényteremben, a torontói Roy Thomson Hall, illetve a Miamiban található Kravis Center színpadán léphettek fel, míg a zsűri különdíjában részesült Demeniv Mihály harmonikás, aki a Los Angeles-i Walt Disney Concert Hallban mutatkozhatott be. A 11 éves Boros Misi a versenyen nyújtott teljesítménye alapján felvételt nyert a Zeneakadémia rendkívüli tehetségek osztályába.
A fináléban a nézők szavazatai alapján legjobbnak választott abszolút fődíjas Lugosi Dániel Ali egy éven át havi egymillió forintot nyert, amit zenei karrierjére fordíthat.
A Virtuózok több gálakoncerten is felléptek, többek között a Syma csarnokban – ahol a verseny további különdíjait is átadták, amelyeket hazai szimfonikus zenekarok, az Armel Operaverseny és Fesztivál és Molnár Levente operaénekes ajánlott fel – december 20-án, 29-én a veszprémi Hangvillában vagy szilveszterkor a Tüskecsarnokban, melyeken a tehetségkutató nyertesei, a középdöntő résztvevői, valamint további vendégek is szerepeltek. 2015 során különféle fellépésekre hívták ország és Európa-szerte a műsor által felfedezett tehetségeket.
Még a 2014 decemberében életre hívott Kis Virtuózok Alapítvány ösztöndíjakkal támogatta a fiatal zenei tehetségek kibontakozását, melynek keretében 50 ezer forinttól 200 ezer forintig terjedő elismerés egy részét kötött módon tanulmányaikra, nemzetközi versenyekre, hangszerekre fordíthatják, a másik része szabadon használhatják fel. Kiválasztásuk szakmai bizottság által történt, költségét az alapítvány forrásai, támogatók és a Virtuózok-produkció fellépéseinek honoráriumai biztosították. A Zeneakadémia Solti-termében megrendezett első átadón, 2015. május 14-én Gyöngyösi Ivett, Boros Misi, Borka Ráhel, Demeniv Mihály, Lakatos Vivien, Kiss Zoltán, Rigó Ronald, Sándor Zoltán, Tóth Bettina, Váradi Gyula, valamint a műsorban nem szereplő Szalai Lotti, a Zeneakadémia gitárszakos hallgatója részesült ösztöndíjban. Gyöngyösi Ivett egyúttal az alapítvány karitatív nagykövete, Boros Misi pedig a Virtuózok arca lett. Az alapítvány első hangszeradományát, egy Bárány Dezső által 1909-ben készített mesterhegedűt Kiss Zoltán kapta, aki a műsorban a kicsik korcsoportjának döntősei között szerepelt.
2015 tavaszán, a Budapesti Nemzetközi Könyvfesztiválon jelent meg a Virtuózok interjúkötet a Holnap Kiadó és a Classic Talents Hungary Kft. gondozásában. Varga Edit műsorvezető a kötet írója és szerkesztője, amelyben a gyerekek és felkészítő tanáraik, szüleik, valamint a zsűritagok és a műsor munkatársai is nyilatkoztak. Ugyanebben az évben az MG Records kiadásában megjelent komolyzenei tehetségkutató műsor döntős produkcióit bemutató kétlemezes válogatásalbum is.
2015 őszén különleges, interaktív „Virtuózok-kiállítás” nyílt a Várkert Bazár déli palotájában, melynek célja, hogy a legjellegzetesebb tárgyakon, fotókon és filmeken keresztül bemutassák a Virtuózok első szériájának szereplőit, nyerteseit, hangszereit, valamint a televíziós műsor világát. Az érdeklődők animátorok, szakemberek segítségével ki is próbálhatják a különböző hangszereket, de további interaktív programok és koncertek is várják a látogatókat.
Több elismerést is szereztek a műsor és alkotói. A Virtuózok a Kamera Korrektúra Szórakoztató, zene kategóriában és a Televíziós Újságírók Díja Nagyszabású show-műsor kategóriájában is második helyezett lett.
Az első évadban versenyzők korcsoportjai
A versenyzők három korcsoportja:
- Kicsik – 6 éves kortól 13 éves korig
- Tinik – 14 éves kortól 19 éves korig
- Nagyok – 20 éves kortól 24 éves, énekeseknél 28 éves korig

A televíziós komolyzenei tehetségkutató második évada 2016. április 15-én vette kezdetét a Dunán. A második szériára a jelentkezési határidőig, február 29-ig ismét közel kétezren jelentkeztek nemcsak Magyarországról, hanem Európa számos más országából is.
Versenyzők korcsoportjai
A versenyzők három korcsoportja:
- I. – 6 éves kortól 12 éves korig
- II. – 13 éves kortól 17 éves korig
- III. – 18 éves kortól 23, énekeseknél 28 éves korig

#### Áttekintés
Fődíjas
| Évad          | Kezdet            | Finálé             | Győztes          | Győztes           | Győztes             | Műsorvezető             | Zsűri                                                                         | Közvetítő televízióadó |
| Évad          | Kezdet            | Finálé             | 6–13 év          | 14–19 év          | 20–24 év            | Műsorvezető             | Zsűri                                                                         | Közvetítő televízióadó |
| ------------- | ----------------- | ------------------ | ---------------- | ----------------- | ------------------- | ----------------------- | ----------------------------------------------------------------------------- | ---------------------- |
| Első évad     | 2014. október 17. | 2014. december 19. | Boros Misi       | Lugosi Dániel Ali | Gyöngyösi Ivett     | Varga Edit Bősze Ádám   | Miklósa Erika Batta András Kesselyák Gergely Némethy Attila Szenthelyi Miklós | M1, Duna World         |
| Második évad  | 2016. április 15. | 2016. június 3.    | Holozsai Eszter  | Kökény Tamás      | Váradi Gyula        | Varga Edit Bősze Ádám   | Miklósa Erika Batta András Kesselyák Gergely Némethy Attila Szenthelyi Miklós | Duna, Duna World       |
| Harmadik évad | 2017. április 7.  | 2017. június 2.    | Abouzahra Amira  | Kis Radu          | Kristóf Réka        | Koltay Anna Bősze Ádám  | Miklósa Erika Batta András Kesselyák Gergely Balázs János Várdai István       | Duna                   |
| Negyedik évad | 2018. április 20. | 2018. június 8.    | Balázs-Piri Soma | Beke Márk         | Ninh Đức Hoàng Long | Morvai Noémi Bősze Ádám | Miklósa Erika Batta András Kesselyák Gergely Balázs János Várdai István       | M5, Duna               |

### 5. évad: Kamara Virtuózok
2019-ben, az ötödik évadban teljesen megváltozott a műsor, ebben az évben Kamara Virtuózok címmel rendezték meg május 3. és június 7. között. Az addigi szólisták után 2019-ben a kamaraegyüttesek versenyeztek. A versenyre nyolc együttes nevezett, közülük minden adás során egy búcsúzott a további küzdelmektől, míg végül a döntőre hárman maradtak. A nyolc résztvevő (vastag betűvel a döntősök):
- Aeris Brass Quintet
- Custos Consort
- Flautica
- Harmóniautasok
- Pontasto gitárkvartett
- Sárközy Lajos és zenekara
- Seven Sax
- TanBorEn Trió

A döntőt végül a közönség szavazatai alapján a TanBorEn Trió nyerte meg.

### 6. évad–: Virtuózok V4+

#### 6. évad (2020)
2020-ban öt ország, Magyarország, Lengyelország, Szerbia, Csehország és Szlovákia versenyzői léptek fel. A válogató során mindegyik országból négy-négy versenyző jutott be az elődöntőkbe, ahonnan országonként ketten jutottak tovább.
A zsűrinek az elődöntőktől kezdve ezúttal minden országból egy-egy tagja volt: Miklósa Erika (Magyarország), Alicja Węgorzewska (Lengyelország), Nemanja Radulović, később Silvana Grujić (Szerbia), Gabriela Boháčová (Csehország) és Peter Valentovič (Szlovákia). A hatodik tag, a „szuperzsűritag” adásonként más-más híres művész volt: az első elődöntőben Gabriel Prokofiev zeneszerző, a másodikban Makszim Vengerov hegedűművész, a döntőben pedig Plácido Domingo operaénekes, karmester. A két műsorvezető Ida Nowakowska és Thomas Gottschalk volt.
A döntőbe jutott versenyzők, vastaggal kiemelve a végső győztesek:
| Terület       | Az 1. elődöntő győztese    | A 2. elődöntő győztese     |
| ------------- | -------------------------- | -------------------------- |
| Magyarország  | Rozsonits Ildikó (zongora) | Abouzahra Amira (hegedű)   |
| Lengyelország | Zarina Zaradna (hárfa)     | Dawid Siwiecki (harmonika) |
| Szerbia       | Vuk Vukajlović (gitár)     | Kristina Vasić (szaxofon)  |
| Csehország    | Martin Šulc (harmonika)    | Eduard Kollert (hegedű)    |
| Szlovákia     | Ajna Marosz (furulya)      | Alžbeta Reháková (ének)    |

#### 7. évad (2021)
A Virtuózok V4+ 2021-ben a visegrádi négyek országai (Magyarország, Szlovákia, Csehország, Lengyelország) mellett Horvátországgal egészült ki. A döntőben a nemzetközi zsűriben Stjepan Hauser horvát csellóművész is helyet kapott, az egyszemélyes „szuperzsűri” szerepét Plácido Domingo operaénekes-karmester töltötte be. A válogató adások 2021. november 19-én kezdődtek a Duna Televízió műsorán.
A döntőbe jutott versenyzők, vastaggal kiemelve a végső győztesek:
| Terület       | Az 1. elődöntő győztese        | A 2. elődöntő győztese         |
| ------------- | ------------------------------ | ------------------------------ |
| Magyarország  | Oláh Vilmos (gitár)            | Braun Áron (marimba)           |
| Lengyelország | Miłosz Bachonko (harmonika)    | Milena Pioruńska (hegedű)      |
| Horvátország  | Ivan Petrović-Poljak (zongora) | Kiara Janko (harmonika)        |
| Csehország    | Martin Sadílek (hárfa)         | Daniel Matejča (hegedű)        |
| Szlovákia     | Miriam Minková (hegedű)        | Ryan Martin Bradshaw (zongora) |

#### 8. évad (2022)
A Virtuózok V4+ 2022-ben a visegrádi négyek országai (Magyarország, Szlovákia, Csehország, Lengyelország) mellett Szlovéniával egészült ki. Újdonság, hogy ebben az évadban egy szupergyőztest is kihirdettek az öt ország versenyzői közül.
A döntőbe jutott versenyzők, vastaggal kiemelve a végső győztesek:
| Terület       | Az 1. elődöntő győztese    | A 2. elődöntő győztese        |
| ------------- | -------------------------- | ----------------------------- |
| Magyarország  | Somogyi Levente (szaxofon) | Dávid Roland Mózes (zongora)  |
| Lengyelország | Paweł Libront (klarinét)   | Maciej Kasperek (fuvola)      |
| Szlovénia     | Patricija Avšič (hegedű)   | Evelin Greblo (hárfa)         |
| Csehország    | Roman Červinka (hegedű)    | Ondřej Toman (klarinét)       |
| Szlovákia     | Mário Gecašek (harmonika)  | Klára Valentovičová (furulya) |

A „szupergyőztes”, azaz A Tehetségek Legjobbika díj elnyerője Patricija Avšič lett. Az ő személyéről kizárólag a tíz versenyző titkos szavazása döntött olyan módon, hogy a versenyzők saját magukra és országuk másik képviselőjére nem szavazhattak.

#### 9. évad (2023)
A 9. évad 2023. december 29-én kezdődik. A Virtuózok V4+ ebben az évadban a visegrádi négyek országainak (Magyarország, Szlovákia, Csehország, Lengyelország) résztvevői mellett meghívott ukrán fiatalok is lehetőséget kaptak, hogy bemutatkozhassanak. Közülük végül nem is választottak nyertest, mindketten nyertesként távoztak.
A verseny zsűrije három új taggal bővültː Keller András hegedűművész-karmesterrel, Plácido Domingo Jr. énekes, zeneszerzővel és Dimash Qudaibergen énekessel.
A döntőbe jutott versenyzők, vastaggal kiemelve a végső győztesek:
| Terület       | Az elődöntők továbbjutói     | Az elődöntők továbbjutói    | Az elődöntők továbbjutói |
| ------------- | ---------------------------- | --------------------------- | ------------------------ |
| Magyarország  | Mariam Abouzahra (hegedű)    | Balogh Ádám (zongora)       | Lugosi Ali (klarinét)    |
| Lengyelország | Zarina Zaradna (hárfa)       | Małgorzata Cieszko (oboa)   |                          |
| Csehország    | Kateřina Švecová (hegedű)    | Ondřej Toman (klarinét)     |                          |
| Szlovákia     | Teo Gertler (hegedű)         | Nina Bočkajová (hegedű)     |                          |
| Ukrajna       | Tymofii Zherebtsov (zongora) | Amelia Anisovych (énekesnő) |                          |

#### 10. évad (2025)
A 10. évad 2025. április 25-én kezdődik.

## A műsor elismerései
- Kamera Korrektúra második helyezés (Szórakoztató, zene kategóriában, 2015)[34]
- Televíziós Újságírók Díja jelölés, második helyezett (Nagyszabású show-műsor kategória, 2015)[35][45]

Peller Mariann az alapítás után elsőként kapta meg a Dohnányi Ernő-díjat, melyet a Duna Médiaszolgáltató kuratóriuma olyanoknak ítél oda, akik támogatásukkal és munkájukkal tevékenyen hozzájárulnak ahhoz, hogy a magyar közszolgálati média betöltse nemzeti és kulturális küldetését. A díjjal járó pénzjutalmat a Kis Virtuózok Alapítvàny Számára ajánlotta fel.

## A műsorral kapcsolatos kiadványok
- Virtuózok ISBN 978-963-3491-29-4 (riport-könyv, Holnap Kiadó, Classic Talents Hungary Kft., 2015)[30][47]
- Virtuózok válogatáslemez (2 CD, MG Records/Tomtom, 2014)[48]